# 謝列溫齊
48°58′8″N 28°52′54″E / 48.96889°N 28.88167°E
謝列溫齊（烏克蘭語：Селевинці），是烏克蘭西南部的村莊，隸屬文尼察州的文尼察區。該村面積1.44平方公里，海拔高度267米，2001年人口340，人口密度每平方公里236.11人。